# Puccinia arthurella
Puccinia arthurella ist eine Ständerpilzart aus der Ordnung der Rostpilze (Pucciniales). Der Pilz ist ein Endoparasit des Korbblütlergattung Lactuca intybacea. Symptome des Befalls durch die Art sind Rostflecken und Pusteln auf den Blattoberflächen der Wirtspflanzen. Sie ist in Mittelamerika verbreitet.

## Merkmale

### Makroskopische Merkmale
Puccinia arthurella ist mit bloßem Auge nur anhand der auf der Oberfläche des Wirtes hervortretenden Sporenlager zu erkennen. Sie wachsen in Nestern, die als gelbliche bis braune Flecken und Pusteln auf den Blattoberflächen erscheinen.

### Mikroskopische Merkmale
Das Myzel von Puccinia arthurella wächst wie bei allen Puccinia-Arten interzellulär und bildet Saugfäden, die in das Speichergewebe des Wirtes wachsen. Ihre Spermogonien und Aecien sind bislang nicht bekannt. Die überwiegend unterseitig auf den Wirtsblättern wachsenden Uredien des Pilzes sind zimtbraun. Ihre gleichfalls zimt- oder goldbraunen Uredosporen sind 21–26 × 18–22 µm groß, ellipsoid bis breitellipsoid und stachelwarzig. Die blattunterseitig wachsenden Telien der Art sind kastanienbraun, pulverig und früh unbedeckt. Die kastanienbraunen Teliosporen sind zweizellig, in der Regel breit- bis langellipsoid, runzelig und 30–36 × 18–22 µm groß. Ihre Stiele sind farblos.

## Verbreitung
Das bekannte Verbreitungsgebiet von Puccinia arthurella umfasst Ostmexiko und die Karibik. Auch aus Venezuela sind Funde bekannt.

## Ökologie
Die Wirtspflanze von Puccinia arthurella ist Lactuca intybacea. Der Pilz ernährt sich von den im Speichergewebe der Pflanzen vorhandenen Nährstoffen, seine Sporenlager brechen später durch die Blattoberfläche und setzen Sporen frei. Die Art durchläuft einen makrozyklischen Entwicklungszyklus mit Spermogonien, Aecien, Telien und Uredien.